# Schatkistpapier
Schatkistpapier is een verzamelnaam voor kortlopende schuldbewijzen, die worden uitgegeven door de staat.

## Functie
Schatkistpapier wordt uitgegeven als de staat een tijdelijk kasgeldtekort heeft. Sinds 1993 worden Nederlandse schuldbewijzen Dutch Treasury Certificates (DTC's) genoemd. Zij kennen een looptijd van zes maanden en zijn aan toonder. Deze schuldbewijzen worden in zeer hoge coupures uitgegeven (minimaal € 250.000,-). DTC's kunnen ook worden gebruikt als het tegoed van de staat bij De Nederlandsche Bank te groot wordt. Omdat dit tegoed renteloos is zal de staat de omvang daarvan willen beperken. Een deel van dat tegoed wordt dan gebruikt om schatkistpapier (vervroegd) terug te kopen. Op die manier wordt immers de kortlopende schuld verminderd.

## Gebruik sinds 1993
Schatkistpapier mag sinds 1993 niet meer gebruikt worden voor de langetermijnfinanciering van het financieringstekort, er is dan immers sprake van monetaire financiering (financiering van de staatsschuld door middel van geldschepping). Vanaf die datum mocht het financieringstekort uitsluitend worden gedekt met de uitgifte van (langlopende) staatsobligaties.

## Gebruik voor 1993
Tot 1993 mocht schatkistpapier wél gebruikt worden ter dekking van het financieringstekort. Er werd toen onderscheid gemaakt naar looptijd van het schatkistpapier:
- schatkistpromessen: schuldbekentenissen van de staat met een looptijd van maximaal één jaar.
- schatkistbiljetten: idem met een looptijd tussen één en vijf jaar
- schatkistcertificaten idem met looptijd tussen vijf en tien jaar.

Al het tot 1993 uitgegeven schatkistpapier werd tot de secundaire liquiditeiten gerekend (inclusief de langlopende schatkistcertificaten). Vanaf 1993 is het begrip secundaire liquiditeit aangepast en valt het schatkistpapier niet meer onder dat begrip.